# دبستان سعدی
دبستان سعدی مربوط به دوره پهلوی است و در شهرستان انار، انتهای خیابان طالقانی، بعد از تقاطع شهدا واقع شده و این اثر در تاریخ ۲۴ اسفند ۱۳۸۳ با شمارهٔ ثبت ۱۱۶۱۱ به‌عنوان یکی از آثار ملی ایران به ثبت رسیده است.